# Rodney Burke
Rodney Burke ist ein australischer Filmtechniker für Spezialeffekte.

## Karriere
Burke begann seine Filmkarriere 1989 als „props buyer“ für The Punisher. Darauf folgten über 40 Beteiligungen an Blockbustern und Serien, wobei er als Filmtechniker für die Spezialeffekte zuständig ist. Burke arbeitet für das Spezialeffektstudio „Special Effects Australia“ in Sydney. Zuletzt arbeitete er 2024 an Planet der Affen: New Kingdom von Regisseur Wes Ball. Für seine Arbeit wurde er vielfach nominiert, so bei der Oscarverleihung 2025 zusammen mit Erik Winquist, Paul Story und Stephen Unterfranz in der Kategorie Beste visuelle Effekte.

## Filmografie (Auswahl)
- 1989: The Punisher
- 2000: Red Planet
- 2002: Die Königin der Verdammten (Queen of the Damned)
- 2005: Die Maske 2: Die nächste Generation (Son of the Mask)
- 2005: Star Wars: Episode III – Die Rache der Sith (Star Wars: Episode III – Revenge of the Sith)
- 2005: The Great Raid – Tag der Befreiung (The Great Raid)
- 2006: Superman Returns
- 2008: Die Insel der Abenteuer (Nim’s Island)
- 2010: Tomorrow, When the War Began
- 2010: Don’t Be Afraid of the Dark
- 2010–2011: Rescue Special Ops (Fernsehserie, 20 Folgen)
- 2012: The Sapphires
- 2014: Old School (Miniserie, 3 Folgen)
- 2017: Wrecked – Voll abgestürzt! (Wrecked, Fernsehserie, 8 Folgen)
- 2018: Nekrotonic
- 2019: Terminator: Dark Fate
- 2020: Tenet
- 2021: Shang-Chi and the Legend of the Ten Rings
- 2022: Ein Teil von ihr (Pieces of Her, Miniserie, 8 Folgen)
- 2023: Die verlorenen Blumen der Alice Hart (The Lost Flowers of Alice Hart, Miniserie, 7 Folgen)
- 2024: Planet der Affen: New Kingdom (Kingdom of the Planet of the Apes)
- 2025: The Narrow Road to the Deep North (Miniserie, 3 Folgen)

## Auszeichnungen (Auswahl)
- 2025: Gold-Derby-Award-Nominierung in der Kategorie Beste visuelle Effekte für Planet der Affen: New Kingdom
- 2025: VES-Award-Nominierung in der Kategorie Herausragende visuelle Effekte in einem fotorealistischen Film für Planet der Affen: New Kingdom[4]
- 2025: Satellite-Award-Nominierung in der Kategorie Beste visuelle Effekte für Planet der Affen: New Kingdom
- 2025: Critics’-Choice-Movie-Award-Nominierung in der Kategorie Beste visuelle Effekte für Planet der Affen: New Kingdom
- 2025: BAFTA-Nominierung in der Kategorie Beste visuelle Effekte für Planet der Affen: New Kingdom
- 2025: Saturn-Award-Nominierung in der Kategorie Beste visuelle Effekte für Planet der Affen: New Kingdom
- 2025: Oscar-Nominierung in der Kategorie Beste visuelle Effekte für Planet der Affen: New Kingdom